# César-Joseph Marpot
César-Joseph Marpot, né le 7 novembre 1827, à Sainte-Agnès (Jura), et mort le 7 janvier 1898, à Saint-Claude (Jura) est évêque catholique français.

## Biographie
César-Joseph Marpot est né le 7 novembre 1827, à Sainte-Agnès (Jura). Il est ordonné prêtre le 17 décembre 1853.
Il est nommé évêque de Saint-Claude le 7 février 1880, pour succéder à Louis-Anne Nogret, démissionnaire. Il est confirmé dans son épiscopat le 27 février 1880, et consacré le 18 avril 1880, en l'église Saint-Just d'Arbois, par Justin Paulinier, archevêque de Besançon.
Il meurt le 7 janvier 1898, à Saint-Claude (Jura), où il est inhumé trois jours plus tard.

## Armes
D'or, à la croix haute tréflée de gueules; au chef d'azur à deux ancres d'argent posées en sautoir.